# Консейсан-ду-Алмейда
Консейсан-ду-Алмейда (порт. Conceição do Almeida) — муниципалитет в Бразилии, входит в штат Баия. Составная часть мезорегиона Агломерация Салвадор. Входит в экономико-статистический микрорегион Санту-Антониу-ди-Жезус. Население составляет 19 182 человека на 2006 год. Занимает площадь 281,903 км². Плотность населения — 68,0 чел./км².
Праздник города — 18 июля.

## Статистика
- Валовой внутренний продукт на 2003 год составляет 44 819 351,00 реалов (данные: Бразильский институт географии и статистики).
- Валовой внутренний продукт на душу населения на 2003 год составляет 2351,73 реал (данные: Бразильский институт географии и статистики).
- Индекс развития человеческого потенциала на 2000 год составляет 0,642 (данные: Программа развития ООН).